# Жереб'янки
Жереб'янки́ — село в Україні, у Василівському районі Запорізької області. Населення становить 161 осіб. До 2020 орган місцевого самоврядування - П'ятихатська сільська рада.

## Географія
Село Жереб'янки знаходиться за 1 км від лівого берега річки Янчекрак, на відстані 15 км від райцентру. Через село проходить автомобільна дорога Т 0812.

## Історія
- 1894 — рік заснування.
- 11 травня 2022 року село було захоплено російськими окупантами.

## Населення

### Мова
Розподіл населення за рідною мовою за даними перепису 2001 року:
| Мова       | Кількість | Відсоток |
| ---------- | --------- | -------- |
| українська | 151       | 93.79%   |
| російська  | 10        | 6.21%    |
| Усього     | 161       | 100%     |